# 1712 Angola
Az 1712 Angola (ideiglenes jelöléssel 1935 KC) a Naprendszer kisbolygóövében található aszteroida. Cyril Jackson fedezte fel 1935. május 28-án, Johannesburgban.